# Фрамервил Ренкур
Фрамервил Ренкур (фр. Framerville-Rainecourt) насеље је и општина у североисточној Француској у региону Пикардија, у департману Сома која припада префектури Перон.
По подацима из 2011. године у општини је живело 465 становника, а густина насељености је износила 46,92 становника/km². Општина се простире на површини од 9,91 km². Налази се на средњој надморској висини од 100 метара (максималној 94 m, а минималној 49 m).

## Демографија
| 1962. | 1968. | 1975. | 1982. | 1990. | 1999. | 2011. |
| ----- | ----- | ----- | ----- | ----- | ----- | ----- |
| 323   | 341   | 294   | 278   | 237   | 296   | 465   |

График промене броја становника у току последњих година